# Ellen Tijsinger
Ellen Tijsinger (Utrecht, 7 september 1947 – Utrecht, 26 maart 2016) was een Nederlandse schrijfster van voornamelijk kinder- en jeugdboeken.

## Biografie
Na de middelbare school behaalde Tijsinger haar pedagogisch getuigschrift. Ze gaf les op verschillende scholen, in handenarbeid, kinderpsychologie, kinderliteratuur en spelleiding. Onder de naam Ellen de Vries-Tijsinger schreef ze boeken en artikelen voor volwassenen over het leven van en omgaan met jonge kinderen. Ook haar eerste kinderboeken verschenen onder die naam; vanaf haar derde kinderboek gebruikte ze de naam Ellen Tijsinger. Ze trouwde in 1970 en had een dochter en zoon. Ze schreef meer dan 50 boeken.

## Prijzen en nominaties
- 1996: Prijs van de Nederlandse Kinderjury voor Morgenster.
- 1991: Bronzen Boek voor Nikolaj.
- 1990: Bronzen Boek voor Word toch wakker!.

Word toch wakker! en Nikolaj werden genomineerd voor de Prijs van de Nederlandse Kinderjury. 
- Gemeinsame Normdatei: 124049230
- International Standard Name Identifier: 0000 0000 7867 7610
- Library of Congress Control Number: n96114352
- Nederlandse Thesaurus van Auteursnamen: 074885448
- Système universitaire de documentation: 193707527
- Virtual International Authority File: 25525972
- WorldCat: E39PBJcBT9drXTcMbgW8rQpwYP